# Pedicularis obliquigaleata
Pedicularis obliquigaleata är en snyltrotsväxtart som beskrevs av W.B.Yu och H.Wang. Pedicularis obliquigaleata ingår i släktet spiror, och familjen snyltrotsväxter. Inga underarter finns listade i Catalogue of Life.